# Okręg wyborczy Bassetlaw
Okręg wyborczy Bassetlaw powstał w 1885 r. i wysyła do brytyjskiej Izby Gmin jednego deputowanego. Okręg obejmuje północną część hrabstwa Nottinghamshire.

## Deputowani do brytyjskiej Izby Gmin z okręgu Bassetlaw
| Wybory | Wybory | Deputowany              | Partia                                         |
| ------ | ------ | ----------------------- | ---------------------------------------------- |
|        | 1885   | William Beckett-Denison | Partia Konserwatywna                           |
|        | 1890   | Frederick Milner        | Partia Konserwatywna                           |
|        | 1906   | Frank Newnes            | Partia Liberalna                               |
|        | 1910   | William Hume-Williams   | Partia Konserwatywna                           |
|        | 1929   | Malcolm MacDonald       | Partia Pracy, od 1931 r. Narodowa Partia Pracy |
|        | 1935   | Frederick Bellenger     | Partia Pracy                                   |
|        | 1968   | Joseph Ashton           | Partia Pracy                                   |
|        | 2001   | John Mann               | Partia Pracy                                   |
|        | 2019   | Brendan Clarke-Smith    | Partia Konserwatywna                           |

## Wyniki wyborów
| Wybory parlamentarne w Wielkiej Brytanii w 2019 roku | Wybory parlamentarne w Wielkiej Brytanii w 2019 roku | Wybory parlamentarne w Wielkiej Brytanii w 2019 roku | Wybory parlamentarne w Wielkiej Brytanii w 2019 roku | Wybory parlamentarne w Wielkiej Brytanii w 2019 roku |
| Kandydat                                             | Kandydat                                             | Partia                                               | Głosów                                               | %                                                    |
| ---------------------------------------------------- | ---------------------------------------------------- | ---------------------------------------------------- | ---------------------------------------------------- | ---------------------------------------------------- |
|                                                      | Brendan Clarke-Smith                                 | Partia Konserwatywna                                 | 28 078                                               | 55.2                                                 |
|                                                      | Keir Morrison                                        | Partia Pracy                                         | 14 065                                               | 27.7                                                 |
|                                                      | Debbie Soloman                                       | Brexit Party                                         | 5 366                                                | 10.6                                                 |
|                                                      | Helen Tamblyn-Saville                                | Liberalni Demokraci                                  | 3 332                                                | 6.6                                                  |
| Przewaga                                             | Przewaga                                             | Przewaga                                             | 14 013                                               | 27.6                                                 |
| Frekwencja                                           | Frekwencja                                           | Frekwencja                                           | 50 841                                               | 63.5                                                 |